# کارلوس پونسه
کارلوس پونسه (به انگلیسی: Carlos Ponce) (زاده ۴ سپتامبر ۱۹۷۲) بازیگر پورتوریکویی است.
از کارهای معروف او می‌توان به بازی در فیلم فرار زوج‌ها اشاره کرد.